# Ryszard Cieślak
Pour les articles homonymes, voir Cieślak.
Ryszard Cieślak (1937-1990) est un acteur polonais. Il est la figure centrale du Teatr Théâtre-Laboratoire (pl) de Jerzy Grotowski.

## Biographie
Il est né le 9 mars 1937 à Kalisz en Pologne. Sa mère meurt lorsqu'il a 9 ans.
Au lycée, il se produit dans un groupe de théâtre amateur. Il commence ensuite des études d'ingénieur d'abord à l'université polytechnique de Łódź, puis à celle de Cracovie, hésitant à se réorienter vers la psychiatrie mais un ami comédien l'incite à passer des examens pour devenir acteur.
En 1957, il passe l'examen d'entrée à l'École nationale supérieure de théâtre Ludwik-Solski à Cracovie où il fait ses études de 1957 à 1961 ; n'ayant pas obtenu de place au département acteur dramatique il s'inscrit au département marionnettes, mais il conteste globalement le mode d'enseignement.
Grotowski le fait entrer au Théâtre des Treize Rangs d'Opole qui deviendra, peu après, le Teatr Théâtre-Laboratoire (pl) de Wrocław dans lequel il restera jusqu'à sa dissolution en 1984. 
Il joue alors dans Kordian d'après Juliusz Słowacki (1962), Akropolis d'après Wyspiański (1962), Les Tragiques Aventures du docteur Faust d'après Marlowe (1963), Étude sur Hamlet d'après Shakespeare de Wyspiański.
C'est lui qui dirige les exercices corporels dans la troupe et qui fait la majorité des photographies.
En 1965 il tient le rôle principal dans le Prince constant de Słowacki d'après Calderón et en 1968 l'Obscur dans Apocalypsis cum figuris.
C'est alors que Cieślak devient une légende vivante, le symbole du théâtre de Grotowski.
Mais après Apocalypsis cum figuris, Cieślak ne veut plus être acteur car il sait qu'il a atteint le point culminant de cette vie.
Il refuse alors de jouer le rôle principal de Gustaw-Konrad dans Les Aïeux monté par Konrad Swinarski.
Après 1970, il s'engage dans le parathéâtral avec Grotowski à Brzezinka.
Quelques années plus tard, il dirige des stages parathéâtraux : les Special Project.
En 1977, il revient vers le métier d'acteur en jouant l'un des deux premiers rôles dans le film Recollection de Leszczyński (mais il n'est pas satisfait de ce travail).
Dans les années 1980 il se tourne essentiellement vers la mise en scène et la pédagogie. Il met en scène un programme poético-journalistique : les Masques à Opole en 1963 mais sa véritable première mise en scène fut Thanatos Polski au Teatr Théâtre-Laboratoire (pl) en 1981.
Par la suite, il mit en scène Aleph au Centro per la sperimentazione e la ricerca teatrale à Pontedera en 1983, Vargtid au Aarhus Teater Akademi au Danemark avec le groupe Kimbri en 1983, Noche oscura à Albacete avec la troupe Tema an 1984, Peer Gynt d'après Ibsen à Aarhus avec la troupe Kimbri an 1986, Mon pauvre Fedia d'après Dostoïevski avec la troupe du Labyrinthe à Paris en 1987 et Ash Wednesday d'après Les Bas-fonds de Gorki à l'université de New York en 1989.
Il vit sa dernière expérience en tant qu'acteur dans le rôle du roi aveugle Dhritarashtra dans Le Mahâbhârata de Peter Brook.
Cieślak meurt d'un cancer le 15 juin 1990 à Houston, Texas (États-Unis).
Ses cendres reposent au cimetière Osobowicki de Wrocław.